# Phaidros (Platon)
Phaidros sau Fedru (în greacă veche Φαῖδρος) este un dialog scris de Platon.
Despre "frumos", Platon vorbeste adesea in dialogurile sale, fara ca in felul acesta sa fie vorba despre arta. Unuia dintre dialogurile sale, traditia i-a adaugat subtitlul peri tou kalou, Despre frumos. Este vorba de dialogul pe care Platon l-a botezat dupa numele tanarului interlocutor de aici, Phaidros. Insa pe parcursul traditiei, acest dialog a primit si alte subtitluri: peri psyches, Despre suflet; peri to erotos, Despre iubire. Rezulta de aici indeajuns de limpede incertitudinea care persista in privinta continutului acestui dialog. Despre toate cele enumerate, despre frumos, despre suflet si despre iubire - si nu doar in treacat - este vorba aici. Dar de asemenea, si chiar foarte amanuntit, despre techne - despre arta; insa de asemenea, si chiar foarte indeaproape, despre logos - despre vorbire si limba; insa de asemenea, si chiar in chip esential, despre aletheia - despre adevar; insa de asemenea, si chiar foarte apasat, despre mania - despre nebunie, despre delir, despre pierderea de sine; si in sfarsit, si in chip constant, despre ideai si despre Fiinta.

Gabriel Liiceanu

## Legături externe
- Phaidros sau despre frumos pe humanitas.ro